# Tecnico delle industrie elettriche
Il tecnico delle industrie elettriche (o TIEL) è una figura professionale specializzata nel settore dell'elettronica e dell'elettrotecnica. Il titolo di studio in Italia, è scolasticamente equipollente (cioè di uguale valore ed efficacia) a quello del perito industriale in elettrotecnica, ai sensi dell'art. 3 della legge n° 754 del 27 ottobre 1969 e successive modifiche ed integrazioni, consentendo l'accesso a tutti i corsi universitari, nonché alle carriere di concetto nelle Pubbliche Amministrazioni, quando viene richiesto per l'accesso il diploma di perito industriale elettrotecnico, oppure un generico diploma di scuola media superiore. 

## Descrizione
Per conseguire il diploma di maturità professionale di tecnico delle industrie elettriche, bisogna frequentare un corso di studi quinquennale presso un istituto professionale di stato per l'industria e l'artigianato, nel citato indirizzo, superando l'esame finale di Stato di maturità professionale. 
Il tecnico delle industrie elettriche ha il compito di svolgere un ruolo attivo e responsabile di progettazione, esecuzione di compiti, coordinamento di personale, organizzazione di risorse e gestione di unità produttive nei campi della distribuzione e dell'utilizzo dell'energia elettrica, conoscendone le modalità di produzione. Il tecnico delle industrie elettriche deve essere in grado di:
- progettare impianti elettrici civili e industriali di comune applicazione;
- utilizzare la documentazione tecnica relativa alle macchine, ai componenti e agli impianti elettrici;
- intervenire sul controllo dei sistemi di potenza;
- scegliere e utilizzare i normali dispositivi di automazione industriale;
- gestire la conduzione, da titolare o da responsabile tecnico, di imprese installatrici di impianti elettrici.

Per diventare tecnico, occorre superare un biennio composto dal 1º e 2º anno, dopo si accede alla classe terza, alla fine del terzo anno si sostengono gli esami di qualifica professionale per diventare operatore elettrico, infine, dopo aver ottenuto il diploma di qualifica professionale, si accede al post biennio, cioè 4° e 5°, alla fine del quinto anno si svolgono gli esami di stato per conseguire il diploma di maturità professionale di tecnico.
A partire dall'anno scolastico 2014/2015, con l'entrata in vigore della riforma sul nuovo ordinamento scolastico, l'indirizzo di studio è confluito in quello di Manutenzione e assistenza tecnica, con opzione apparati, impianti e servizi tecnici industriali e civili.